# Thác Bạt Tất Lộc
Thác Bạt Tất Lộc (tiếng Trung: 拓跋悉鹿; bính âm: Tuòbá Xīlù hay tiếng Trung: 拓跋悉祿, ?-286) là một lãnh tụ Sách Đầu bộ Tiên Ti. Ông tại vị trong khoảng thời gian 277-286, tướng ứng vào những năm đầu thời Tây Tấn.
Phụ thân của Tất Lộc là Thác Bạt Lực Vi, phụ thân ông cũng là thủ lĩnh tiền nhiệm của bộ lạc. Các thủ lĩnh sau này gồm Thác Bạt Sa Mạc Hãn, Thác Bạt Xước, Thác Bạt Lộc Quan đều là huynh đệ của ông.
Năm 277, Lực Vi thấy các bộ lưu tán nên ưu sầu mà qua đời, sau khi Tất Lộc kế vị thì các bộ vẫn li tán và làm phản, trong nước nhiễu loạn, thế nước suy thoái. Năm 286, Tất Lộc qua đời, đệ là Thác Bạt Xước kế vị.
Ông được triều đình Bắc Ngụy thời Nam-Bắc triều tôn làm tiên tổ. Sau khi xưng đế, Thác Bạt Khuê đã truy thụy hiệu cho Tất Lộc là "Chương hoàng đế".